# مايك كيني
مايك كيني (بالإنجليزية: Mike Kenny)‏ هو سباح بريطاني، ((و. 1945  م))